# Ordre de la reine Tamar
L’ordre de la reine Tamar (en géorgien : თამარ მეფის ორდენი, tamar mepis ordeni) est une décoration civile créée le 31 juillet 2009) par ordre no 1553 du parlement. Il est décerné aux femmes qui ont œuvré pour le bien de la société ou du peuple géorgien.

## Historique

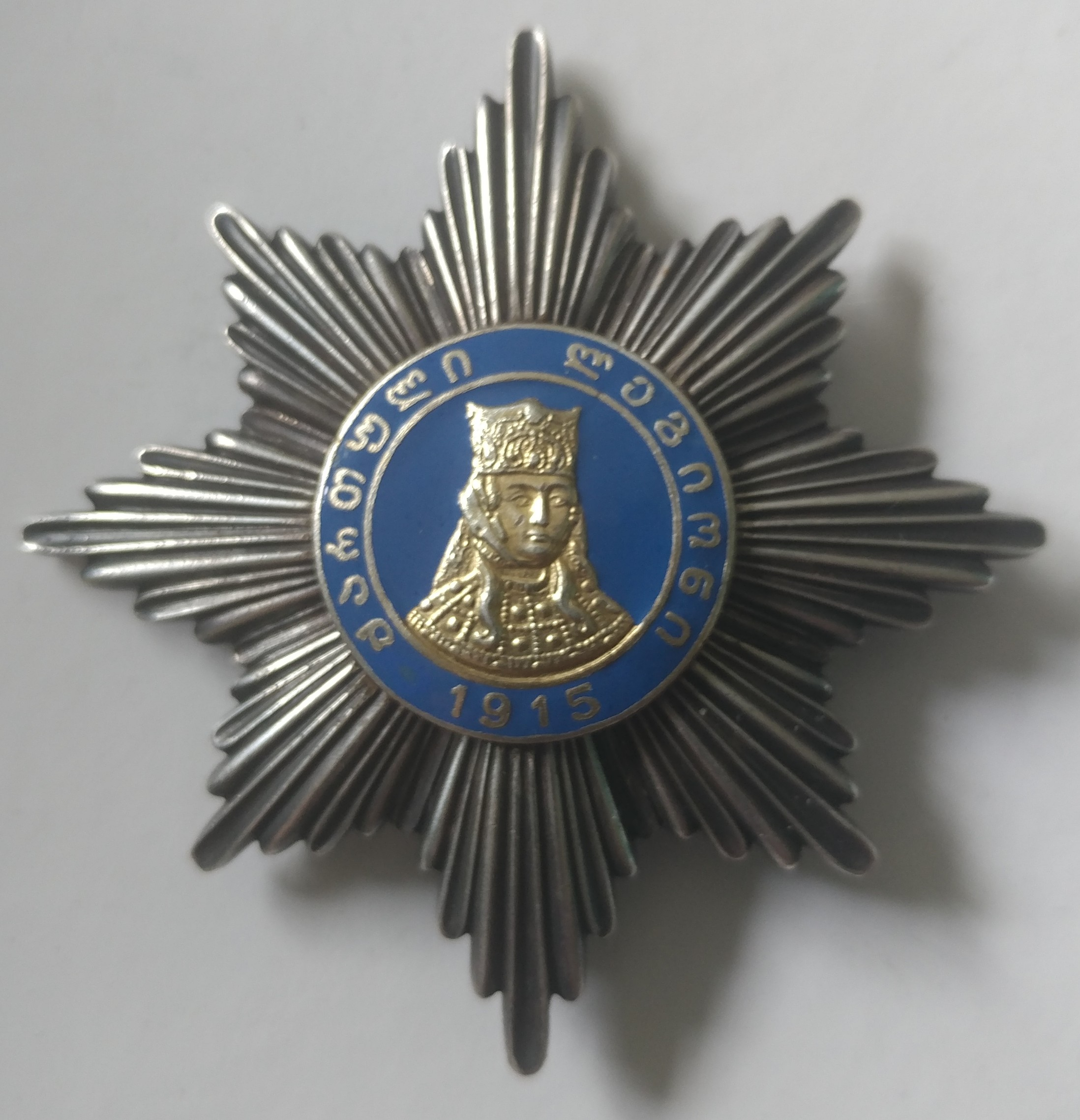
Badge de poitrine de la création de 1915.

Il existait en 1915 un ordre de la reine Tamar établi dans l'Empire allemand, puis en République démocratique de Géorgie, y compris en exil.